# Kroppsjön
Kroppsjön este o arie protejată (arie specială de conservare — SAC, sit de importanță comunitară — SCI) din Suedia întinsă pe o suprafață de 29,6 ha, integral pe uscat.

## Localizare
Centrul sitului Kroppsjön este situat la coordonatele 60°01′58″N 18°18′19″E / 60.0329°N 18.3054°E.

## Înființare
Situl Kroppsjön a fost declarat sit de importanță comunitară în iunie 1996 pentru a proteja un număr necunoscut de specii din flora spontană și fauna sălbatică aflate în arealul zonei. Situl a fost protejat și ca arie specială de conservare în martie 2011.

## Biodiversitate
Situată în ecoregiunea boreală, aria protejată conține 5 habitate naturale: Taiga vestică, Lacuri și iazuri distrofice naturale, Mlaștini alcaline, Mlaștini turboase de tranziție și turbării mișcătoare, Mlaștini împădurite.
La baza desemnării sitului se află un număr nedeclarat de specii protejate.